# (18241) Genzel
(18241) Genzel ist ein im inneren Hauptgürtel gelegener Asteroid, der am 29. September 1973 von dem niederländischen Astronomenehepaar Cornelis Johannes van Houten und Ingrid van Houten-Groeneveld entdeckt wurde. Die Entdeckung geschah im Rahmen der 2. Trojaner-Durchmusterung, bei der von Tom Gehrels mit dem 120-cm-Oschin-Schmidt-Teleskop des Palomar-Observatoriums aufgenommene Feldplatten an der Universität Leiden durchmustert wurden, 13 Jahre nach Beginn des Palomar-Leiden-Surveys.
Der Asteroid gehört zur Lydia-Familie, einer nach (110) Lydia benannten Gruppe von Asteroiden. Die zeitlosen (nichtoskulierenden) Bahnelemente von (18241) Genzel sind fast identisch mit denjenigen von drei kleineren, wenn man von der Absoluten Helligkeit von 16,10, 16,46  und 15,9 gegenüber 14,0 ausgeht, Asteroiden (155277) 2005 WJ159, (169822) 2002 QV58 und (175538) 2006 SO193.
(18241) Genzel wurde am 19. September 2005 nach dem deutschen Astrophysiker Reinhard Genzel (* 1952) benannt.